# 31651 Edurnepasaban
31651 Edurnepasaban è un asteroide della fascia principale interna. Scoperto nel 1999, presenta un'orbita caratterizzata da un semiasse maggiore pari a 2,346610 UA e da un'eccentricità di 0,086566, inclinata di 8,512748° rispetto all'eclittica. Ha un diametro di 3,550 km, un periodo di rotazione di 7,30965 ore e un'albedo di 0,267. 
È dedicato a Edurne Pasaban Lizarribar, alpinista spagnola, prima donna ad aver compiuto l'ascesa di tutti i quattordici ottomila del mondo.